# Цебельдино-дальцы
Цебельдино-дальцы (абх. Дал-Цабалаа) — этнографическая группа абхазов проживающая до войны в верховьях реки Кодор. Говорят на наречье абжуйского диалекта (Цабальское/Цебельдино-дальское наречие).

## История
В 1680-х князь из рода Амаршьан Хрипс завладел Цебельдино-дальскими землями, правителями Цебельды стали крупный и могущественный местный род Амаршьан, в соседних районах (Ахчипсоу и Псху) начали править ветви этого рода. Князья оставались фактически независимы и многие из них приняли участие в руско-кавказской войне и поднимали восстания в Абхазии.